# Кремпский, Криштоф
Криштоф (Стефан) Кремпский (укр. Криштоф (Стефан) Кремпський, годы рождения и смерти неизвестны) — происходил из мелкой шляхты, принадлежавшей к старинному польскому гербу «Порай», запорожский полковник, Гетман казацко-повстанческого войска, активный участник крестьянско-казацкого восстания под предводительством Северина Наливайко (1594—1596).

## Биография
Командовал полком еще при гетмане Б. Микошинском. Во время похода казацкого войска в Молдавию (весна 1595) возглавлял отдельный отряд.
Во время штурма Киева польскими войсками С.Жолкевского командовал гарнизоном города. 
Был избран казацким гетманом в мае 1596 года, после того, как сторонник переговоров с шляхетским правительством Польши запорожский гетман Г. Лобода был обвинён сторонниками Наливайко в измене и убит ими во время осады казацкого лагеря польским войском в урочище Солоница (около Лубен).
Из 10000 человек казаков вместе с женщинами и детьми, бывших в осаде, лишь 1500 запорожских казаков во главе с Кремпским прорвали окружение Солоницкого лагеря повстанцев — " наливайковцев ", ушли в степь и вернулись на Сечь в Запорожье.
Какие либо автобиографические и исторические данные о К. Кремпском и времени его гетманства отсутствуют.

## Ссылка
- Кремпський Стефан (Криштоф)
- Яворницкий Д. И."История запорожских козаков". Киев. Наукова думка.1990 г.т.2 , стр. 121-124
- Сушинський Богдан, Всесвітня козацька енциклопедія XV — початку ХХІ століть — Одеса. Видавнийчий дім «ЯВФ», — 2007. (укр.)